# Josip Brunšmid
Josip Brunšmid (Vinkovci, 10 de febrero de 1858 - Zagreb, 29 de octubre de 1929) fue un arqueólogo, numismático y museólogo croata.

## Biografía
Nació en Vinkovci en 1858, en aquel entonces parte del Imperio austrohúngaro. Asistió al Seminario Arqueológico y Epigráfico y a la Universidad de Viena. Mientras se desempeñaba como maestro de escuela secundaria en Vinkovci entre 1882 y 1892, reunió una valiosa colección arqueológica y numismática, que luego donó al Museo Arqueológico de Zagreb. En 1892 fue a Viena para recibir formación en arqueología, presentando su doctorado en 1893 sobre la historia de las colonias griegas en Dalmacia. Después de regresar a Zagreb, se convirtió en curador (1893) y director (1895) del Departamento Arqueológico del Museo Nacional. Fue el primer profesor de arqueología en la Universidad de Zagreb (1896). Comenzó una nueva serie de la Revista de la Sociedad Arqueológica de Croacia, que editó entre 1895 y 1919, y en ella dio a conocer la mayor parte de sus trabajos. 
Se ocupó de la prehistoria, la antigüedad, la arqueología clásica y medieval y la numismática; excavó necrópolis de Iapodian, investigó monumentos e inscripciones griegos y romanos, y escribió un trabajo importante sobre ellos, Inscripciones y Monedas de las ciudades griegas de Dalmacia (Die Inschriften und Münzen der griechischen Städte Dalmatiens, 1898). 
Editó la Colección Numismática del Museo Arqueológico de Zagreb (alrededor de 77.000 monedas de diferentes épocas), procesó 40 hallazgos colectivos de dinero, escribió sobre los monumentos de piedra del Museo Nacional de Croacia en Zagreb. Investigó los hallazgos de la migración de los pueblos (godos, gépidos, lombardos). 
Sus excavaciones arqueológicas de la antigua necrópolis croata en Bijelo Brdo, cerca de Osijek, revelaron o la existencia de una cultura medieval temprana, que Brunšmid llamó cultura de Bijelo Brdo. Estas y otras investigaciones (Kloštar Podravski, Veliki Bukovac, Svinjarevci, Slakovci) fueron de fundamental importancia para la arqueología medieval. Miembro correspondiente de JAZU desde 1899 y otras asociaciones profesionales en Viena y Praga. Murió en Zagreb el 29 de octubre de 1929 a los 71 años.